# Montes Agricola

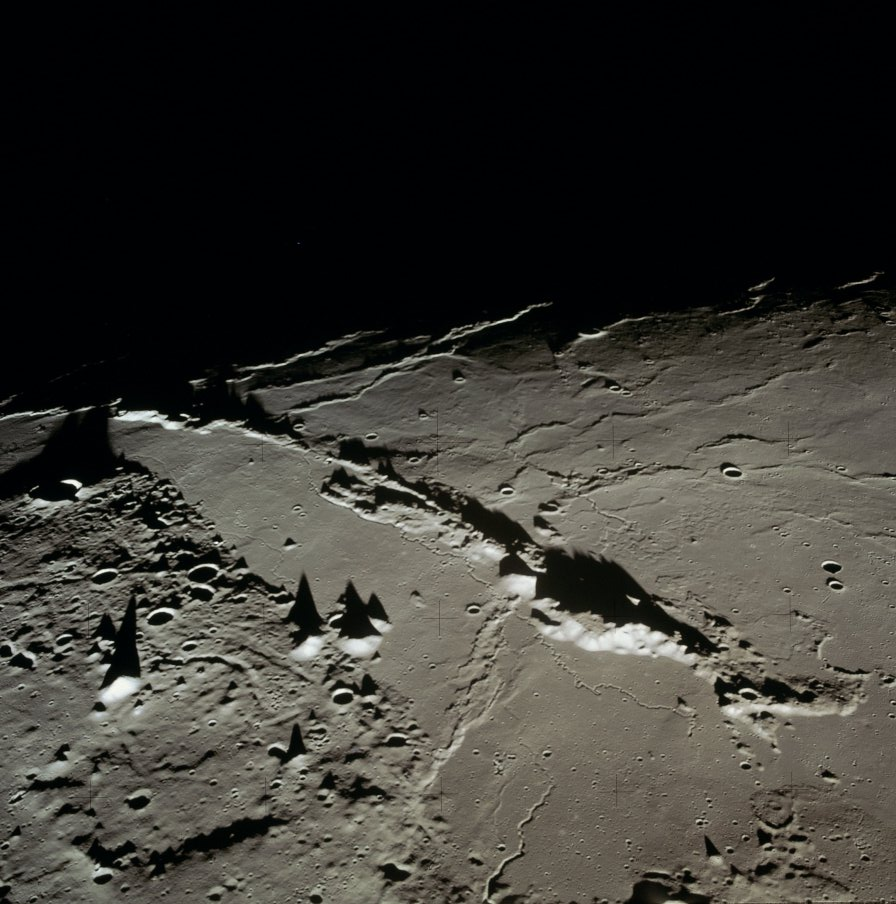
Pásmo Montes Agricola (uprostřed).

Montes Agricola (česky Agricolovo pohoří) je protáhlé pohoří severozápadně od výrazného kráteru Aristarchus ve východní části Oceánu bouří (Oceanus Procellarum) na přivrácené straně Měsíce. Jeho délka je přibližně 160 km. Střední selenografické souřadnice jsou 29,1° S, 54,1° Z, pojmenováno je podle německého lékaře a přírodovědce Georgia Agricoly.
Blízko pohoří se na východní straně nachází krátký mořský hřbet Dorsum Niggli, na opačné západní straně se v Oceánu bouří táhne soustava dlouhých hřbetů Dorsa Burnet. V blízkosti se vine i brázda Rima Agricola. Jižně od středu pohoří lze nalézt osamocenou horu Mons Herodotus a u jižního konce kráter Raman.